# Ernesto Lia
Ernesto Lia (Araraquara, 28 de dezembro de 1939 -  Araraquara, 6 de dezembro de 2019) foi um artista plástico brasileiro impressionista e membro da Academia Brasileira de Belas Artes, do Le Centre International D'Art Contemporain Paris e da Accademia Mondiale degli Artísti e Professionisti da Accademia Tiberiana de Roma. Sua produção inclui portraits e paisagens.

## Biografia
Filho do italiano José Lia e da brasileira Paschoalina de Lucca, Ernesto Lia nasceu em Araraquara, interior do estado de São Paulo, em meio a uma família numerosa de onze irmãos.
Graduou-se em 1956 pela Escola de Belas Artes de Araraquara, hoje extinta. Em seguida, estagiou no ateliê do pintor italiano Gaetano De Gennaro, em São Paulo, onde aperfeiçoou-se em portraits. No ano de 1959, recebeu a Grande Medalha de Ouro da Associação dos Artistas Unidos do Brasil por seu reconhecimento dentro da arte brasileira com a tela em pastel "Gabriela Cravo e Canela". Desde então ganhou diversos prêmios, nomeações e outorgas em  várias localidades nacionais e internacionais, incluindo a nomeação como "Membro do Grand Prieuré do Brasil e Suíça", a "Gold Great Master Medal" - Curtis Hixon Convention Center, "Grande Médaille D'or" - Exposition D'art Contemporain - Nice, "A Medalha Grande de Ouro" - 1ª Mostra de Arte Contemporânea Brasileira - Expofair - Lisboa, entre outros.
Suas telas são exportadas para diversas partes do mundo como nos Estados Unidos, Argentina, Suíça, África do Sul, França, entre tantos outros.

## Morte
Ernesto faleceu em Araraquara no dia 6 de dezembro de 2019 numa casa de repouso.. Ele teve complicações após um procedimento cirúrgico e está sepultado no Cemitério São Bento.

## Principais prêmios e condecorações
- 2013 - Medalha Revista Acadêmica - Revista Acadêmica - (Brasil)
- 2005 - Medalha do Mérito Acadêmico - Academia Brasileira de Estudos e Pesquisas Literárias - (Brasil)
- 2004 - Medalha Cívica Nobres Cavaleiros de São Paulo no grau de Cavaleiro - Nobres Cavaleiros de São Paulo - (Brasil)
- 2000 - Selo Comemorativo ao novo Milênio - Who's Who In International Art - (Suiça)[3]
- 2000 - Troféu Super Cap de Ouro - Grupo Jornalístico Ronaldo Cortes - (Brasil)
- 2000 - Personalidade do Ano - União Cívica Feminina de São Carlos - (Brasil)
- 1999 - Honra ao Mérito - Câmara Municipal de Araraquara - (Brasil)
- 1999 - Mérito à Solidariedade - Legião da Boa Vontade - (Brasil)
- 1998 - Medalha Marechal Deodoro da Fonseca - Academia Brasileira de Arte, Cultura e História - (Brasil)
- 1996 - Troféu Super Cap de Ouro - Grupo Jornalístico Ronaldo Côrtes - (Brasil)
- 1990 - Benemérito da Cultura Brasileira - Imprensa e Comunicação de Brasília - (Brasil)
- 1990 - Cruz do Mérito Cultural - Clube Literário Brasília - (Brasil)
- 1987 - Grande Medalha de Ouro - Exposition d'Art Contemporain - (França)
- 1986 - Grande Medalha de Ouro - First Brazilian Contemporary Art - (Estados Unidos)
- 1986 - Cidadão Honorário de Ribeirão Preto - Câmara Municipal de São Paulo - (Brasil)
- 1985 - Grande Medalha de Ouro International - Expofair de Lisboa - (Portugal)
- 1985 - Medalha Cultural - Associação de Imprensa de Brasília - (Brasil)
- 1984 - Grande Medalha de Ouro - Centro Internacional de Artes de Paris - (França)
- 1983 - Medalha de Prata - Academia Paulista de Belas Artes - (Brasil)
- 1982 - Medalha de Prata - Academia Paulista de Belas Artes - (Brasil)
- 1981 - Troféu Plaza - Centro de Convenção do Anhembi - (Brasil)
- 1981 - Medalha de Bronze - Salão da Academia Paulista de Belas Artes - (Brasil)
- 1981 - Medalha Cultural - Ordem de Solidariedade de São Paulo - (Brasil)
- 1980 - Medalha de Bronze - Academia Paulista de Belas Artes - (Brasil)
- 1980 - Cidadão Honorário - Câmara Municipal de São Carlos - (Brasil)
- 1978 - Grande Medalha de Ouro - Academia Paulista de Belas Artes - (Brasil)
- 1977 - Grande Cartão de Prata - Faculdade de Farmácia e Odontologia de Araraquara - (Brasil)
- 1976 - Diploma Mestre Pintor - Instituto Histórico e Geográfico de Uruguaiana - (Brasil)
- 1976 - Diploma e Medalha Acadêmico Honoris - (Brasil)
- 1976 - Grande Cartão de Prata - Câmara Municipal de Araraquara - (Brasil)
- 1971 - Cidadão Benemérito - Câmara Municipal de Araraquara - (Brasil)
- 1968 - Prêmio Consagração Pública e Cultural - Imprensa de Araraquara O Imparcial - (Brasil)
- 1963 - Medalha Cívica Cultural - Solenidade Brasileira de Heráldica e Humanística - (Brasil)
- 1961 - Mérito Especial Gran Cavaleiro - Ordem dos Cavaleiros de Colombo - (Brasil)
- 1960 - Menção Honrosa - Salão de Belas Artes de Catanduva - (Brasil)
- 1959 - Grande Medalha de Ouro - Associação dos Artistas Unidos do Brasil - (Brasil)
- 1958 - Troféu Mérito Especial - Galeria de Artes IV Centenário - (Brasil)
- 1957 - Grande Medalha de Prata - Salão de Belas Artes de Bauru - (Brasil)
- 1956 - Troféu Mérito Especial - Galeria de Artes IV Centenário - (Brasil)
- 1954 - Taça de Prata - Galeria de Artes IV Centenário - (Brasil)
- 1954 - Medalha de Bronze - Salão Paulista de Belas Artes - (Brasil)